# ラブリー・オールドメン
『ラブリー・オールドメン』（原題：Grumpy Old Men）は、1993年制作のアメリカ合衆国のロマンティック・コメディ映画。
『おかしな二人』でコンビを組んだジャック・レモンとウォルター・マッソーが再共演している。

## あらすじ
ミネソタ州ワバシャの2人の退職者、ジョン・グスタフソンとマックス・ゴールドマンはいがみ合う隣人同士である。共に1人で暮らしている彼らは、湖の氷に穴を開けて釣りをしたり、罵り合ったり、ジョンがマックスのトラックに死んだ魚を置いたりするなど、お互いにいたずらをしながら時を過ごしている。彼らの対立は、魚餌屋のオーナーである友人のチャックや、市長に立候補しているマックスの息子ジェイコブを苛立たせる。ジョンは、多額の税金を取り立てようとやって来る国税庁職員エリオット・スナイダーをかわし、夫のマイクと別居する娘のメラニーをサポートする。
ジョンとマックスは共に、通りの向かいに引っ越してきた自由奔放な英語教授アリエル・トルアックスに惹かれていく。チャックがアリエルと感謝祭の夕食を共にしたことを知ったジョンとマックスは彼女の愛情を勝ち取ろうと争うようになる。チャックが亡くなり、マックスはジョンの国税庁に対する負債について知る。ジョンはアリエルと共に時間を過ごし、彼とマックスが幼なじみであったことを明かす。ジョンは1978年以降初めてのセックスをアリエルとして、嫉妬したマックスは車でジョンの釣り小屋を湖の薄氷の上に押しだすが、ジョンは辛うじて小屋から脱出する。ジョンはマックスのところに怒鳴り込み、彼らの対立の原因が明らかになる。マックスは、マックスの高校時代の恋人と結婚したジョンを恨んでいる。ジョンは、彼女は不貞であり、マックスは実際に結婚した女性との方が幸せだったと言い、一方マックスはジョンに、国税局がジョンの家を差し押さえたら、ジョンがアリエルに提供出来るものは何も無くなってしまうのだと思い知らせる。このことを認識したジョンはアリエルとの関係を終わらせる。アリエルはジョンに助言し、人生でリスクを取らなかったことを後悔するだろうと言う。
ジェイコブは市長に当選し、マックスはアリエルへの求愛を続ける。クリスマスにメラニーが訪ねてきて、ジョンは彼女がマイクとやり直すと決めたことを知り動揺する。アリエルが彼にしたのと同じ警告をメラニーに与え、彼は彼女が人生でリスクを取らなかったことを後悔するだろうと言い、ジョンはバーに行く。メラニーの頼みでジェイコブはマックスに対してジョンと和解するよう頼むが、ジョンとマックスは関係を修復出来ず、ジョンはバーから飛び出す。マックスもすぐに後を追い、雪の中で心臓発作を起こして倒れているジョンを発見する。病院では、マックスが自分はジョンの友人であると言ってジョンに付き添う。マックスは何が起こったのかをアリエルに話し、ジョンの回復後、彼女はジョンと仲直りする。
マックスはジョンの負債問題を解決しようとするが、容赦無い担当官であるスナイダーはジョンの家と所有物を売る準備をする。マックスは家にバリケードを築き、スナイダーの車に死んだ魚を入れ、スナイダーを雪の中に埋める一方、ジェイコブは一時的に財産の差し押さえを阻止することに成功する。春が来て、ジョンとアリエルは結婚する。マックスは結婚祝いとして、ジョンとジェイコブがジョンの負債を完済したことを知らせる。新婚夫婦は車で出発するが、ジョンはマックスが結婚式のリムジンの中に死んだ魚を置いたことに気づく。マックスは自分のデート相手を探すために去る一方、正式に離婚したメラニーとジェイコブは新たな恋を始める。

## キャスト
※括弧内は日本語吹替
- ジョン・グスタフソン - ジャック・レモン（穂積隆信）
- マックス・ゴールドマン - ウォルター・マッソー（永井一郎）
- アリエル・トゥルーアクス - アン＝マーグレット（弥永和子）
- ジョン・グスタフソン・シニア - バージェス・メレディス（田村錦人）
- メラニー・グスタフソン - ダリル・ハンナ（相沢恵子）
- ジェイコブ・ゴールドマン - ケヴィン・ポラック（牛山茂）
- チャック - オジー・デイヴィス（今西正男）
- エリオット・スナイダー - バック・ヘンリー（園江治）
- マイク - クリストファー・マクドナルド（佐久田脩）
- 運送業者 - ジョン・キャロル・リンチ（水野龍司）